# Matricétas
Matricétas (en grec ancien Ματρικέτας) était un astronome grec, contemporain de Cléostrate de Ténédos.
Théophraste déclare que Matricétas était l’un des quelques bons astronomes qui s’établirent sur les hauteurs de montagnes pour y observer le ciel, entre autres, pour la qualité de l’air et de son atmosphère ; Matricétas s’était établi à Méthymne, sur le Mont Lépétymnos. Théophraste dit également dans le même ouvrage qu’afin de synchroniser le calendrier athénien sur l’année solaire, il fait partie des deux astronomes - avec Cléostrate - qui proposèrent d’ajouter, sur un cycle de 8 ans (octaétéride) un treizième mois de 30 jours aux troisième, cinquième et huitième années. Censorinus estime que Cléostrate fut l’inventeur de l’octaétéride.

## Source
Mathēmatikē syntaxis Vol. 1 (par Nicolas B. Halma et Jean B. J. Delambre, Paris, 1813)